# 鄫州
鄫州，隋朝时设置的州。
开皇十六年（596年）置，治所在蘭陵縣（今山东省兰陵县西南兰陵镇）。大业初年省。辖境相当今山东省枣庄市、兰陵县一带。唐朝武德四年（621年）复置。治所在氶县（今山东省枣庄市南旧峰县），貞觀初年省。 